# Famille du Plessis de Grenédan
Cette page explique l’histoire ou répertorie les différents membres de la famille du Plessis de Grenédan.
Pour les articles homonymes, voir Familles du Plessis.
La famille du Plessis, du Plessis de Grenédan, ou du Plessis-Mauron de Grenédan, est une famille bretonne d'ancienne extraction.

## Histoire
La Maison du Plessis-Mauron de Grenédan est qualifiée d'ancienne extraction noble et d'ancienne chevalerie. Elle est originaire de Mauron, dans l'évéché de Saint-Malo en Bretagne ; c'est là qu'est le lieu-dit le Plessis, ou le Plessis-Mauron, dont elle porte le nom. Le lieu-dit de Grenédan est situé sur la commune d'Illifaut.
On rencontre notamment,
- Guillaume Ier, sire du Plessis, vivant en 1190. Il était chevalier banneret, il fit partie en 1204 des bannerets qui assiégèrent le Mont-Saint-Michel et s'emparèrent de cette ville ainsi que d'Avranches et de toute la basse Normandie. Il combattit également à la bataille de Bouvines en 1214, pour le roi de France Philippe Auguste.
- Ubald, Sire du Plessis, fut envoyé en ambassade vers Philippe-Auguste par le Duc de Bretagne en 1220.
- Geoffroy, sire du Plessis, qui a suivi le roi Saint-Louis à la croisade de Damiette ; ce qu'est venu prouver un titre de 1249, en vertu duquel son nom et ses armes ont été admis dans les nouvelles salles des croisades du musée de Versailles (3e salle carrée - 6e croisade).
- Jehan, Sire du Plessis, qui rattache sa famille à la maison ducale de Bretagne par son mariage avec Raoulette de Montfort en 1335
- Jehan du Plessis-Mauron fut l'un des dix sept chevaliers que l'on compte parmi les auteurs de l'association de la noblesse faite à Rennes, le 25 avril 1379, pour empêcher l'invasion du territoire et pour la conservation de la ville de Rennes. Cette ligue fut le salut de la Bretagne.
- Jehan du Plessis-Mauron, 3ème du nom, chevalier et Seigneur du Plessis-Mauron, accompagna le duc de Bretagne en France en 1418
- François du Plessis-Mauron, Eyr, Baron de Hédé, Vicomte de Grenédan par Lettres Patentes de 1577 (Henri III)
- Charles-Marie du Plessis-Mauron, Chevalier, Marquis de Grenédan par Lettres Patentes de 1744 (Louis XV)
- Jean-Baptiste-Nicolas du Plessis, vicomte de Grenédan, en Illifaut, (Côtes d'Armor), maintenu noble en Bretagne, le 17 décembre 1668, conseiller au Parlement de Bretagne en 1674. Charles-Marie-René du P., obtint, en 1744, l'érection en Marquisat de ses terres de Grenédan. François-Fortuné du P., officier aux chasseurs des Ardennes, émigré à l'armée des princes, lieutenant-colonel des gardes nationales en 1816, député du Morbihan en 1824.
À ce jour, la famille est essentiellement répartie entre l'ouest de la France et Paris.

## Principales personnalités
Cette famille s'est fréquemment distinguée dans l'église, l'épée et la robe. Elle compte de nombreux, prêtres, religieux (ses), conseillers au Parlement de Bretagne, officiers ... et notamment les personnalités suivantes :
- Geoffroy II du Plessis,  abbé à l'abbaye Notre-Dame de Paimpont en 1343.
- Pierre du Plessis, abbé de Paimpont en 1501.
- François-Fortuné du Plessis-Mauron de Grenédan (1764-1835), Marquis de Grenédan, maire de Ménéac, Membre du Conseil et député du Morbihan
- Louis-Marie René du Plessis-Mauron de Grenédan (1771-1830), officier au régiment de Penthièvre, chevalier de l'Ordre royal et militaire de Saint-Louis, puis officier général de la Garde nationale[3].
- Louis-Joseph du Plessis-Mauron de Grenédan (1767-1842), magistrat, président à la cour royale de rennes, maire de Rennes, député d'Ille-et-Vilaine.
- Jean-Toussaint du Plessis-Mauron de Grenédan (1763 - mort sur l'échafaud en 1794), Il a été dans sa courte carrière Garde de la Marine et Capitaine de Vaisseau. Il a notamment combattu en Amérique au cours de la guerre d'indépendance en servant sur le Guerrier en 1782 puis sur le Majestueux en 1783.
- Jules du Plessis-Mauron de Grenédan (1856-1904), homme politique, président du Conseil Général du Morbihan.
- Joachim du Plessis de Grenédan (1870-1951), professeur d'université
- Jean du Plessis de Grenédan (1892-1923), lieutenant de vaisseau, commandant du dirigeable Dixmude.
- Jean du Plessis de Grenédan alias « Yves » (1890-1943), ancien combattant de la Première Guerre mondiale, affecté au 17e GRCA en 1940, prisonnier de guerre puis évadé, créateur d'un réseau de renseignements de la Résistance, « Mort en déportation » en 1943 à Wittlich, en Allemagne.
- Pierre-Jules du Plessis de Grenédan (1893-1968), colonel, officier de la Légion d'Honneur, Croix de Guerre 14-18 et 39-45
- Guy du Plessis de Grenédan, colonel de troupes de marine nommé général de brigade en 1997, commandeur de la Légion d'Honneur[4].
- François du Plessis de Grenédan (1921-2013), prêtre, fils du commandant du dirigeable Dixmude[5]. Aumônier des maquisards FTP et FFI de la Poche de Saint-Nazaire (sud, puis nord), prêtre-ouvrier, éducateur, visiteur de prison, cet homme d'action a raconté sa vie mouvementée de prêtre sulpicien dans un livre d'entretien en 2007[6],[7].

## Armes, titres
| Blason | Nom de la famille et blasonnement | Devise               |
| ------ | --- | -------------------- |
|        | Famille du Plessis de Grenédan D'argent à la bande de gueules chargée de trois macles d'or, surmontée en chef d'un lion de gueules couronné, armé et lampassé d'or. | « Plesseis Mauron ». |

La famille porte les titres de noblesse suivants :
- Marquis du Plessis de Grenédan
- Comte du Plessis de Grenédan
- Sires du Plessis-Mauron, Seigneurs du Plessis-Goullu, du Bois-Clairet, de Guillerien, de La Fouais, de La Haie-Boutiers, du Broussay, de Quilsac, du Plessis au Rebours, de la Concise, de la Morinière, de la Collinière, de Loyal, de La Rivière, de Launay-Millon, du Bois Billy, de la Touche-Mesleard, de Bazoges, de Beaurepaire, d'Illifaut, des Bretonnières, d'autre la Rivière, de Kerservan, de Lileho, de Kergouet, de l'Ecorce, de Fescal, etc ... Barons de Hédé, Vicomte de Grenédan, seigneurs chatelains de La Riaye, de Bodegat, du Mottay, du Vivret, de La Rouaudière, de La Moltais, de Marzan, etc ... Comte de Lestiala, Marquis de Grenédan, en Bretagne

## Liste des marquis (branche aînée)
- 1744-1776 : Charles-Marie du Plessis-Mauron, Chevalier, Marquis de Grenédan (1700-1776), épouse Elisabeth de Montaudouin de La Clartière
- 1776-1781 : Charles-Augustin du Plessis-Mauron, Chevalier, Comte de Lestiala, Marquis de Grenédan (1734-1781), épouse Louise Gabrielle de Maillé (le contrat de mariage fut signé par le roi Louis XV, la reine et la famille royale. Le mariage fut célébré dans la chapelle du château de Versailles);
- 1781-1835 : François-Fortuné du Plessis-Mauron, Marquis de Grenédan (1765-1835), épouse Anne du Plessis de Grenédan ;
- 1835-1856 : Fortuné Jean-Baptiste du Plessis-Mauron, Chevalier, Marquis de Grenédan (1790-1856), épouse Caroline de Kermarec de Traurout ;
- 1856-1904 : Jules du Plessis-Mauron, Marquis de Grenédan (1826-1904), épouse Julie Ernestine de la Haye de Plouër ;
- 1904-1935 : Jules du Plessis de Grenédan (1855-1935), épouse Nelly Benoist-Desvalettes ;
- 1935-1943 : Jean du Plessis de Grenédan (1890-1943), ingénieur agronome, mort en déportation, épouse Marie-Thérèse du Boys (sans postérité) ;
- 1943-1968 : Pierre-Jules du Plessis de Grenédan (1893-1968), colonel de l'armée de terre, épouse Renée de Spitz ;
- 1968-1993 : Pierre du Plessis de Grenédan (1923-1993), avocat et aventurier, épouse Anne de Saboulin-Bollena ;
- 1993-2016 : Yann du Plessis de Grenédan (1945-2016), cadre dirigeant chez IBM France, épouse Marie-Claude de Thomassin de Montbel ;
- Depuis 2016: Nicolas du Plessis de Grenédan (1969), cadre dirigeant, DGA AU Group, épouse Ombline Pougin de La Maisonneuve.

## Alliances
Les principales alliances de la famille du Plessis de Grenédan sont : du Breil de Pontbriand de La Caunelaye (1769), de Carné-Trécesson, Jouneaux du Breihoussoux (1801), de La Motte de Broöns de Vauvert (1810), Huchet de La Besneraye (1814), Le Gentil de Rosmorduc (1841), de Saisy de Kerampuil (1870), du Pontavice du Vaugarny (1909), Denis de Senneville (1900), de Lancesseur (1925), de La Barre de Nanteuil (1934 et 1971), de Dieuleveult (1944), de Saboulin Bollena (1944), de L'Estourbeillon (1962), Caudron de Coqueréaumont (1962), Goullet de Rugy (1964), de Cardaran de Saint-Mars (1967), de Lantivy de Trédion (1967), de Scitivaux de Greische (1967), Larcher de la Villosoye (1968), de Corta (1968), Avice de Bellevue (1970), Amyot d'Inville (1971), de La Selle (1972), de Tanoüarn (1972), de Villepin (1977), du Boulet de La Boissière (1989), Bourel de La Roncière, etc.

## Hommages
- La promotion 1933 de l'École navale fut baptisée « du Plessis de Grenédan » en hommage au lieutenant de vaisseau Jean du Plessis de Grenédan (1892-1923)[8], contemporain de son homonyme cousin (Marquis) . Considéré comme l'un des pionniers de l'aéronavale, il eut droit à des obsèques nationales célébrées à Toulon le 5 janvier 1924. Décoré de l'Ordre national de la Légion d'honneur, avec citation à l'Ordre du jour de la Marine nationale : « Officier d'élite, technicien, communiquant à tous son esprit de devoir, ses qualités d'audace réfléchie, son ardeur courageuse et son mépris du danger. Depuis trois ans, avait fait preuve à un haut degré des plus belles qualités militaires dans le commandement du dirigeable Dixmude, sur lequel il est mort glorieusement à son poste. »

### Toponymie
- rues du Plessis de Grenédan à Nantes, Vannes, Rochefort, Grand-Quevilly ...